# Женні Лонге
Женні Лонге (Маркс) (нім. Jenny Caroline Longuet (Marx), 1 травня 1844, Париж — 11 січня 1883, Аржантей) — діячка міжнародного робітницького руху. 

## Життєпис
Старша дочка Карла Маркса. У 1869–1870 роках брала активну участь у кампанії підтримки ірландського національно-визвольного руху. Після поразки Паризької комуни 1871 року посвятила себе допомозі комунарам-емігрантам. У 1872 році одружилася з Шарль Лонге. Допомагала Карлу Марксу у підготовці французького перекладу першого тому «Капіталу».